# Emmanuel Krontiris
Emmanuel Krontiris (* 11. Februar 1983 in Hannover) ist ein ehemaliger deutsch-griechischer Fußballspieler.

## Karriere
Emmanuel Krontiris begann in der Jugend bei Hannover 96 mit dem Fußballspielen, danach spielte er lange Zeit für Tennis Borussia Berlin und das Amateurteam von Borussia Dortmund in der Regionalliga. Er wurde mit dem BVB 2002 deutscher Meister und Zweiter im UEFA-Pokal, da er formell zum Profikader gehörte. Er war in jener Spielzeit allerdings nicht in der Bundesliga zum Einsatz gekommen und hatte insgesamt lediglich drei Bundesligaspiele für den BVB absolviert.
In der Winterpause der Saison 2002/03 wurde er an Alemannia Aachen ausgeliehen. Dort hatte er eineinhalb erfolgreiche Jahre. In seinem ersten Spiel für die Alemannia egalisierte der eingewechselte Krontiris als 19-Jähriger Kölns 3:0-Führung mit einem Hattrick. Nach dem Erreichen des DFB-Pokalfinales und dem verpassten Aufstieg mit der Alemannia wechselte er vor der Saison 2004/05 zum TSV 1860 München. Nach zwei Jahren beim TSV, für den er zeitweise im Amateurteam in der Regionalliga spielte, kehrte er 2006 nach Aachen zur Alemannia zurück, die in die 1. Bundesliga aufgestiegen war. Wegen vieler Verletzungen konnte er nicht an die alten Erfolge im Alemannia-Trikot anknüpfen und kam nur fünfmal als Einwechselspieler zum Einsatz. Auch in der Saison 2007/08 standen neben 19 Zweitligaeinsätzen ebenso sechs Einsätze im Amateurteam der Alemannia, das in der Oberliga Nordrhein spielte, zu Buche.
Nach dem Saisonende verließ Krontiris die Alemannia und spielte ab der Saison 2008/09 bei deren Ligakonkurrentin TuS Koblenz, die ihn bis 2010 unter Vertrag nahm. Nach dem Abstieg der TuS wechselte er im Sommer 2010 zu Rot-Weiß Oberhausen. Nach dem Abstieg mit RWO erhielt Krontiris keinen neuen Vertrag und schloss sich im Oktober 2011 der SpVgg Unterhaching an. Auch dort wurde sein Vertrag im Sommer 2012 nicht verlängert. Ende August 2012 wechselte er zu Germania Halberstadt in die Regionalliga Nordost. Krontiris unterschrieb einen Einjahresvertrag. Im Februar 2015 wurde er vom SB DJK Rosenheim für die Rückrunde der Bayernliga verpflichtet.
Zur Spielzeit 2015/16 schloss sich Krontiris dem Kreisligisten TSV Grafing an, bei dem er 2018 seine Spielerlaufbahn beendete und seitdem dort im Nachwuchsbereich tätig ist. Beruflich ist er inzwischen als Paketbote tätig. Seit Juni 2019 ist er nebenberuflich Betreiber einer Gaststätte in Steinhöring.

## Titel und Erfolge
- Deutscher Meister 2002 mit Borussia Dortmund
- Finalist im UEFA-Pokal 2002 mit Borussia Dortmund
- Finalist im DFB-Pokal 2004 mit Alemannia Aachen